# ネイサン・ドイル
ネイサン・ドイル（Nathan Doyle、1987年1月12日 - ）は、イングランド・ダービー出身のプロサッカー選手。ポジションはMF。

## 経歴

### クラブ
地元クラブであるダービー・カウンティFCの下部組織出身。2003年11月のプレストン・ノースエンドFC戦で、弱冠16歳にしてトップチームデビューを飾った。
2007年1月31日、2年半契約でハル・シティAFCに完全移籍。
2009年9月18日、3か月の短期契約でバーンズリーFCに期限付き移籍。2010年1月13日、改めてバーンズリーFCに2年半契約の完全移籍で加入した。
2012年8月4日、2006-07シーズンにも在籍したブラッドフォード・シティAFCに完全移籍で再加入。
2014年9月、リーグ2のルートン・タウンFCとシーズンいっぱいの契約を結んだ。2014–15シーズンは全公式戦で31試合に出場、サポーター投票でチームの年間MVPに選ばれた。2015年4月、新たに2年契約を結んだ。2015–16シーズンは一転して相次ぐ負傷に苦んだ。11月には2018年夏まで契約を延長したものの、出場試合数は前年度の半分に激減した。2016–17シーズンはプレシーズントレーニング中にアキレス腱断裂の重傷を負い、長期離脱を余儀なくされた。2017年1月、双方合意の上で契約が解除された。
2018年5月、ノーザンカウンティ・イースタンフットボールリーグ（9・10部相当）のブリドリントン・タウンAFCと契約を結んだ。

### 代表
ユース年代からイングランド代表に選出されていた。

## エピソード
2010年9月、コカインを所持していたとして警察に逮捕されたが、罰金などは科されなかった。

## 所属クラブ
ユース
- ダービー・カウンティFC

プロ
- ダービー・カウンティFC 2003-2007

→ ノッツ・カウンティFC 2006 (loan)
→ ブラッドフォード・シティAFC 2006-2007 (loan)
- ハル・シティAFC 2007-2010

→ バーンズリーFC 2009 (loan)
- バーンズリーFC 2010-2012

→ プレストン・ノースエンドFC 2011 (loan)
- ブラッドフォード・シティAFC 2012-2014
- ルートン・タウンFC 2014-2017
- ブリドリントン・タウンAFC 2018
- イースト・ハルFC 2019-